# Anemia obovata
Anemia obovata är en ormbunkeart som beskrevs av Lucien Marcus Underwood och William Ralph Maxon. Anemia obovata ingår i släktet Anemia och familjen Anemiaceae. Inga underarter finns listade.